# Meffertshaus

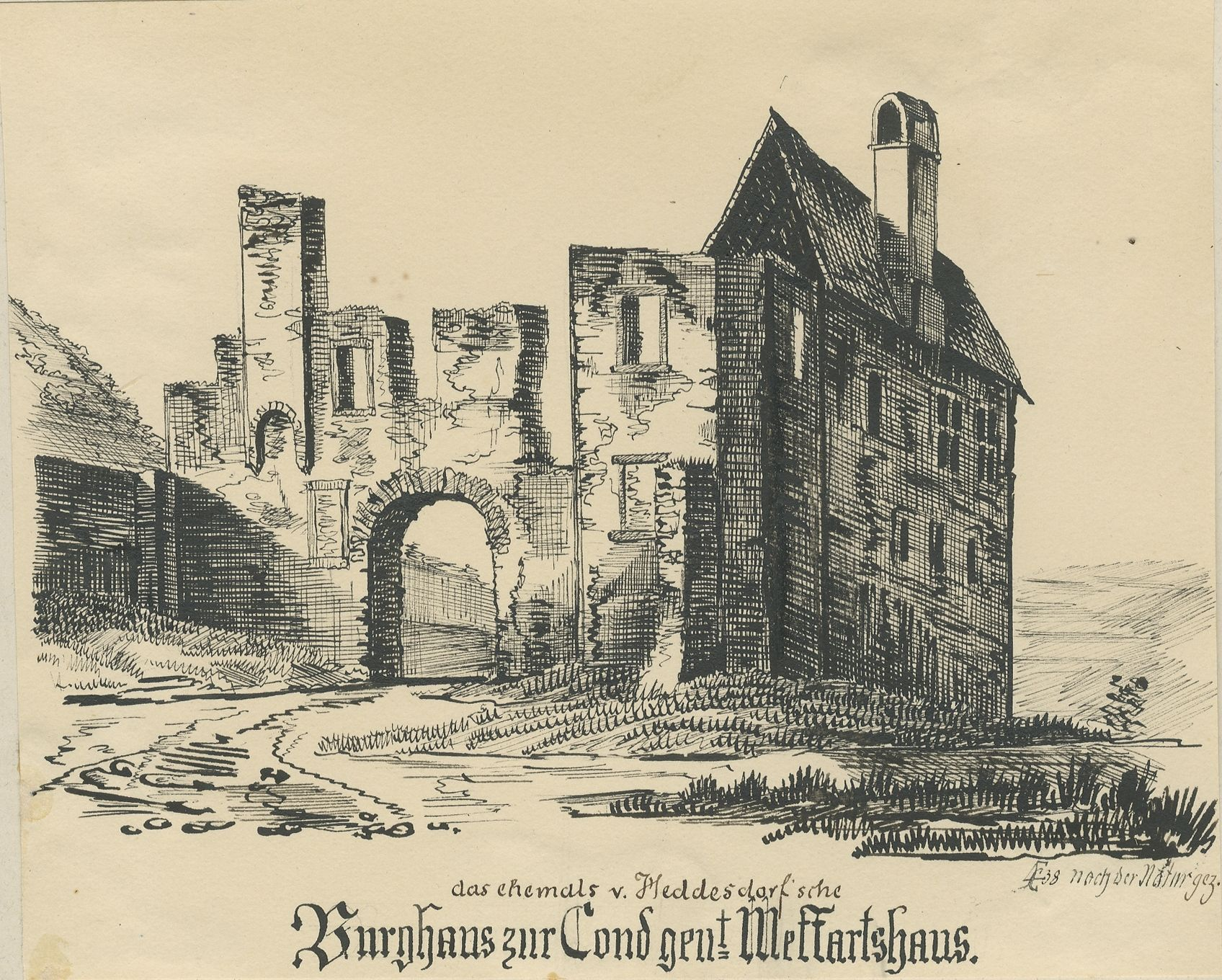
Zeichnung 1838

Das Meffertshaus (auch: Meffartshaus, Muffertshaus) war ein ehemaliges Burghaus im Kondertal an der Mosel gegenüber von Winningen.

## Geschichte
1547 verkauften Winninger Bürger die Mittelmühle an Dietrich Meffart von Heddesdorf. Die von Heddesdorf bauten offenbar auf dem Grundstück ein Haus zu einem bescheidenen Herrensitz aus, der in den Quellen des 16. und 17. Jahrhunderts als Haus in der Conden oder ähnlich erscheint. So heißen 1572 Junker Heinrich von Heddesdorf, edler Mitbürger von Dieblich, mit Ehefrau Merge von Reiffenbergh Eheleute „uff der Connen gegen Wynningen uber wonhafftig“. Im 18. Jahrhundert waren die Muhl von Ulmen und nach deren Aussterben Johann Philipp Ernst von und zu der Hees (ab 1762) Besitzer. Ab 1860 soll an die Stelle des Burghauses ein einfaches Wohnhaus getreten sein. Ein Artikel von 1929 behauptet ohne Beleg, es handle sich um das Anwesen Kondertal 2 in Koblenz (heute Asylbewerberunterkunft, ehemalige Burgschänke). Dagegen spricht die Angabe von Strambergs, der Bach trenne das Haus von der (auf dem rechten Ufer liegenden) Mineralquelle. Damit läge es heute auf Markung Dieblich. Auf einer Karte des Koblenzer Stadtwalds 1787 ist nördlich einer Mühle (der Mittelmühle) ein abgewinkeltes Gebäude zu erkennen, bei dem es sich um das Meffertshaus handeln könnte.

## Namensformen
- Trümmer einer Burg, welche Muffartshuß geheißen haben soll 1818 (?)[5]
- Meffarts- (Manfreds) Haus ca. 1822[6]
- Meffartshaus (maison de Manfrede) 1826[7]
- Muffertshuß 1831[8]
- Meffarthaus 1838[9]
- Ruinen des Mufferts-Hauses 1839[10]
- Mufferts- oder Muifehrtshauses 1840[11]
- Mufferthuss 1841[12]
- Meffartshausen 1847[13]
- Meffertshaus 1851[14]
- Muffertshaus 1861[15]
- Meffridchen, Meffert, genaues Datum unbekannt, vor 1929[16]